# 貝瀬典子
貝瀬 典子（かいせ のりこ、1970年3月5日 - ）は、昭和時代の日本のアイドル。群馬県出身。元おニャン子クラブ会員No.41。身長158cm。体重45kg。

## 略歴
- 1985年（昭和60年）にミスカッパピア準グランプリを受賞する。
- 1986年（昭和61年）8月10日にミスセブンティーンコンテストにてグランプリを獲得し、おニャン子クラブへ加入する。おニャン子クラブには解散時の1987年（昭和62年）8月31日まで在籍しており、うしろ髪ひかれ隊に入る予定があったが、結局は実現しなかった。おニャン子クラブ卒業後も芸能活動を継続し、モデルとしてCM（ジョージア、メニコン）などに出演した。
- 芸能界を引退した後は関東地方内で自動車産業メーカーのOLとして勤務する。
- 2002年（平成14年）12月5日のフジテレビで放送された『FNS歌謡祭』でおニャン子クラブの再結成メンバーとして出演した。

## ドラマ
- 月曜ドラマランド　看護婦アカデミー（1987年3月8日）

## フロント担当曲
- めしべとおしべ
- ポップコーン畑でつかまえて
- ワンサイド・ゲーム
- 風の物語
- 赤道探検隊